# Južna armija
Južna armija (njem. Südarmee / Armeeoberkommando Süd / A.O.K. Süd) je bila vojna formacija njemačke vojske u Prvom svjetskom ratu. Tijekom Prvog svjetskog rata djelovala je na Istočnom bojištu.

## Povijest
Južna armija formirana je 11. siječnja 1915. godine na osnovi jedinica II. korpusa. Njezinim prvim zapovjednikom je postao general pješaštva Alexander von Linsingen kojemu je načelnik stožera bio general bojnik Paulus von Stolzmann. Sjedište armije bilo je Breslau, ali je isto ubrzo premješteno u Munkacz. Nakon osnivanja Južna armija je zauzela položaje u Karpatima južno od položaja austrougarske 3. armije, da bi u travnju 1915. držala položaje između austrougarske 2. i 7. armije. 

Tijekom ofenzive Gorlice-Tarnow, u srpnju 1915. Južna armija je izmijenila svoj sastav. Naime, od jedinica Južne armije formirana je nova Armija Bug, dok su u sastav Južne armije ušle nove jedinice. Dotadašnji zapovjednik Južne armije Alexander von Linsingen postao je zapovjednikom novoformirane Armije Bug, dok je novim zapovjednikom Južne armije postao general pješaštva Felix von Bothmer, dotadašnji zapovjednik II. bavarskog pričuvnog korpusa. Tijekom 1915. sastav Južne armije se mijenjao i smanjivao s obzirom na to da su njezine jedinice premještane na druga bojišta tako da je u prosincu Južna armija kada je držala položaje oko Tarnopola imala u svojem sastavu svega pet divizija.
U lipnju 1916. Južna armija je kao i njoj susjedne armije napadnuta od strane ruskih snaga u Brusilovljevoj ofenzivi (3. lipnja – 20. rujna 1916.) u kojoj je zajedno sa susjednim austrougarskim armijama prisiljena na povlačenje. Ruska ofenziva koja je prijetila probojem cjelokupnog fronta i izbacivanjem Austro-Ugarske iz rata, je zaustavljena tek u rujnu kada su njemačke i austrougarske snage primile pojačanja.
U lipnju 1916. Južna armija je ponovno napadnuta u Kerenskijevoj ofenzivi (1. – 19. srpnja 1917.) u kojoj je međutim, s lakoćom suzbila ofenzivu ruske vojske koja se polako već počela raspadati.
Nakon Oktobarske revolucije i izlaska Rusije iz rata, Južna armija je 25. siječnja 1918. rasformirana. Njene jedinice kao i cjelokupni stožer premješteni su na Zapadno bojište na kojem je na osnovi jedinica Južne armije formirana 19. armija.

## Zapovjednici
Alexander von Linsingen (11. siječnja 1915. – 6. srpnja 1915.)

Felix von Bothmer (6. srpnja 1915. – 25. siječnja 1918.)

## Načelnici stožera
Paulus von Stolzmann (11. siječnja 1915. – 6. srpnja 1915.)

Hans von Hemmer (6. srpnja 1915. – 25. siječnja 1918.)

## Bitke
Ofenziva Gorlice-Tarnow (1. svibanj – 18. rujan 1915.)
Brusilovljeva ofenziva (3. lipnja – 20. rujna 1916.)
Kerenskijeva ofenziva (1. – 19. srpnja 1917.)

## Vojni raspored Južne armije u siječnju 1915.
Zapovjednik: general pješaštva Alexander von Linsingen

Načelnik stožera: general bojnik Paulus von Stolzmann

- XXIV. pričuvni korpus (genpor. Friedrich von Gerok)
  - 19. pješačka divizija (gen. Richard)
  - 48. pješačka divizija (gen. Hahn)

- Korpus Hofmann (podmrš. Peter von Hofmann)
  - 55. pješačka divizija (gen. Drda)
  - 1. pješačka divizija (gen. Conta)
  - 131. pješačka brigada (puk. Berger)

- Armijska pričuva
  - 3. gardijska divizija (gen. Marschall von Altengottern)
  - 5. konjička divizija (gen. Heydebreck)

## Vojni raspored Južne armije u ofenzivi Gorlice-Tarnow
Zapovjednik: general pješaštva Alexander von Linsingen

Načelnik stožera: general bojnik Paulus von Stolzmann

- Grupa Szurmay (podmrš. Sandor Szurmay)
  - 7. pješačka divizija (gen. Blasius von Dani)
  - 40. honvedska divizija (podmrš. Plank)

- Korpus Bothmer (genpj. Felix von Bothmer)
  - 38. honvedska divizija (gen. Bartheldy)

- Korpus Hofmann (genpor. Peter von Hofmann)
  - 55. pješačka divizija (gen. Fleischmann)
  - 12. landsturmska brigada (puk. Burggasser)
  - 131. pješačka brigada (gen. Blum)

- XXIV. pričuvni korpus (genpor. Friedrich von Gerok)
  - 19. pješačka divizija (podmrš. Mayer)

## Vojni raspored Južne armije u Brusilovljevoj ofenzivi
Zapovjednik: general pješaštva Felix von Bothmer

Načelnik stožera: potpukovnik Hans von Hemmer

- IX. korpus (podmrš. Rudolf Kralicek)
  - 19. pješačka divizija (podmrš. Böltz)
  - 32. pješačka divizija (gen. Willerding)

- Korpus Hofmann (podmrš. Peter von Hofmann)
  - 54. pješačka divizija (podmrš. Daniel)
  - 55. pješačka divizija (gen. Unschuld)
  - 48. pričuvna divizija (gen. Oppeln-Bronikowski)

## Vojni raspored Južne armije u Kerenskijevoj ofenzivi
Zapovjednik: general pješaštva Felix von Bothmer

Načelnik stožera: potpukovnik Hans von Hemmer

- XXVII. pričuvni korpus (genkonj. Hans Krug von Nidda)
  - 38. honvedska divizija (gen. Than)
  - 53. pričuvna divizija (gen. Leuthold)
  - 75. pričuvna divizija (gen. Eisenhart-Rothe)

- XXXV. pričuvni korpus (genpor. Konstanz von Heineccius)
  - 15. pričuvna divizija (gen. Limbourg)
  - 24. pričuvna divizija (gen. Morgenstern-Doring)

- XXV. korpus (Austro-Ugarska) (podmrš. Peter von Hofmann)
  - 54. pješačka divizija (podmrš. Severus)
  - 55. pješačka divizija (gen. Unschuld)

- XV. korpus (Osmansko carstvo) (genboj. Džavid paša)
  - 20. pješačka divizija (puk. Jasin Hilmi bej)

- Armijska pričuva
  - 204. pješačka divizija (gen. Fortmüller)
  - 4. ersatzka divizija (gen. Werder)

## Vanjske poveznice
(eng.) Južna armija na stranici PrussianMachine.com

(eng.) Južna armija na stranici Austrianphilately.com  Arhivirana inačica izvorne stranice od 7. listopada 2014. (Wayback Machine)

(njem.) Južna armija na stranici Deutschland14-18.de  Arhivirana inačica izvorne stranice od 23. rujna 2015. (Wayback Machine)

(njem.) Južna armija na stranici Wiki-de.genealogy.net